# 超高頻
超高頻（英語：Super high frequency），縮寫為，中國大陆稱，台灣稱，是指由頻帶3GHz到30GHz的無線電波。

## 概要
國際電信聯盟將超高頻的波長定為10厘米到1厘米。我們日常生活接觸的微波也是在這範圍，同時也包括了特高頻及極高頻。

## 應用
- Wi-Fi：IEEE 802.11a / IEEE 802.11b / IEEE 802.11g / IEEE 802.11n / IEEE 802.11ac / IEEE 802.11ax / IEEE 802.11be
- 第五代行動通訊（5G）
- 衛星傳輸
- CDMA
- 雷達
- 無線USB傳輸
- 微波裝置